# Fascia abdominal
Les fascias abdominaux (ou fascias de l'abdomen) sont les structures fibreuses qui recouvrent ou enveloppent les structures anatomiques abdominales.

## Description
Du point de vue de la nomenclature Terminologia Anatomica TA2, les fascias de l'abdomen sont constitués d'un ensemble de fascias : le fascia de recouvrement de l'abdomen et d'un ensemble de fascias abdominaux pariétaux.
Les premiers comprennent les fascias d'enveloppement musculaire et les fascias d'enveloppement viscéral propre à chaque organe.
Les seconds comprennent le fascia ilio-psoïque, le fascia transversalis et le fascia diaphragmatique.
Dans la littérature, pour certains auteurs cette division est floue et sujet à discussion :
- Le fascia pariétal abdominal ou fascia endoabdominal) peut désigner le fascia qui recouvre la cavité abdominale, ou un terme générique incluant les fascias extrapéritonéal et viscéral.
- le fascia endoabdominal peut comprendre: 
  - le fascia transversalis
  - le fascia d'enveloppe abdominal (profond, intermédiaire et superficiel).

## Fascia de recouvrement de l'abdomen
Le fascia de recouvrement de l'abdomen correspond au fascia d'enveloppe superficielle de l'abdomen.
Il est constitué, sur la plus grande partie de la paroi abdominale, d'une seule couche contenant une quantité variable de graisse.
Près de l'aine, il est facilement divisible en deux couches une superficielle et une profonde, entre lesquelles se trouvent les vaisseaux et nerfs superficiels ainsi que les nœuds lymphatiques inguinaux superficiels.